# إد كينغ (لاعب كرة قدم أمريكية)
إد كينغ (بالإنجليزية: Ed King)‏ هو لاعب كرة قدم أمريكية أمريكي، ولد في 3 ديسمبر 1969 في Fort Moore ‏ في الولايات المتحدة.

## وصلات خارجية
- إد كينغ على موقع مرجع كرة القدم المحترفة.كوم (الإنجليزية)